# Министерство по вопросам гендерного равенства и семей Республики Корея

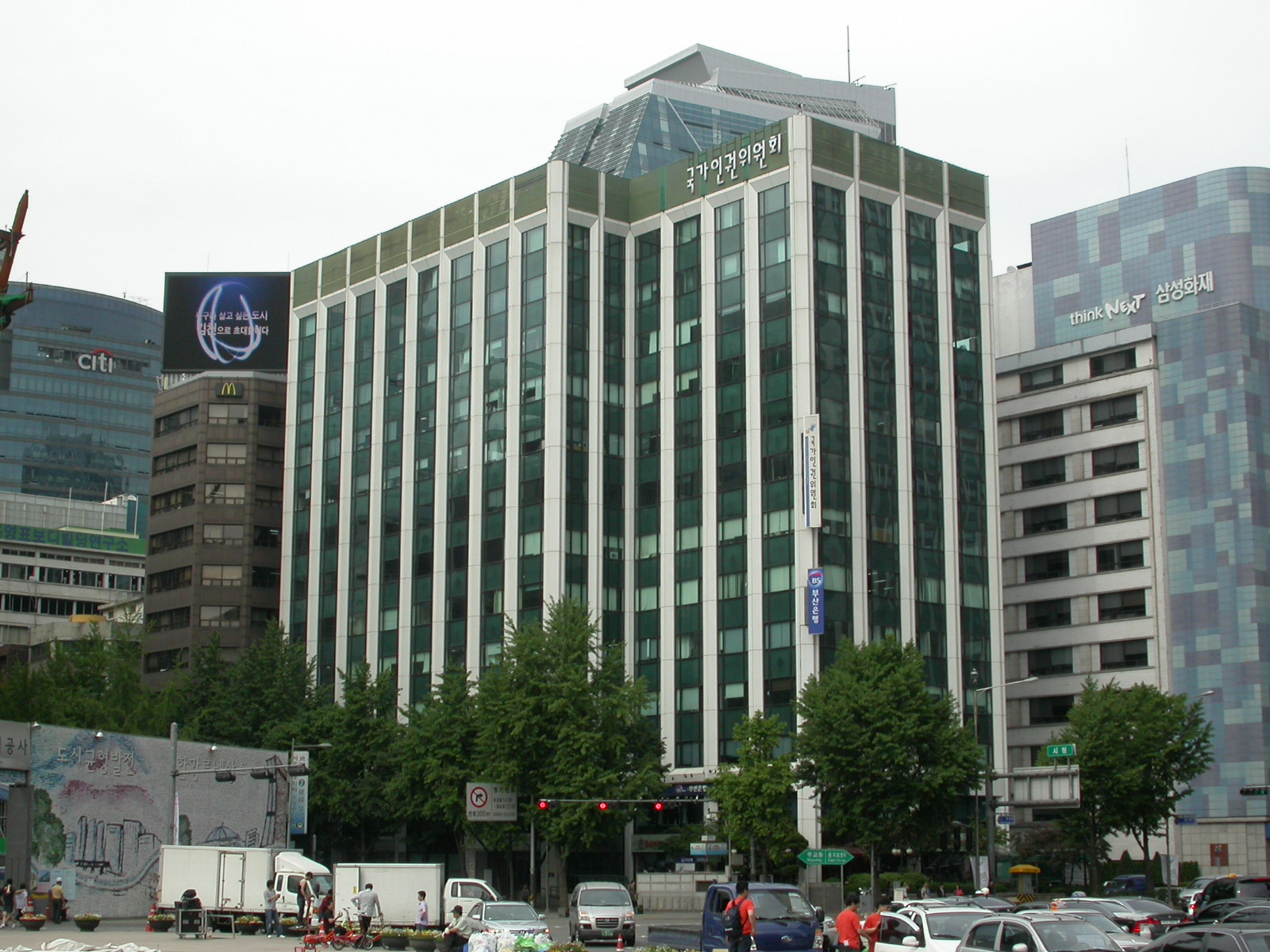
Офис министерства располагается в здании Госкомиссии по правам человека Республики Корея

Министерство по вопросам гендерного равенства и семей кор. 여성가족부 ёсонъ каджок пу (дословно: министерство женщин и семьи) занимается разработкой государственной политики в следующих направлениях:
- Предотвращение домашнего насилия
  - сексуального насилия
  - торговли людьми
- Защита жертв торговли людьми
- Поощрение прав женщин
- Повышение статуса женщин
- Семейная политика
- Уход за детьми

## История
В конце 1970-х после создания министерства по вопросам гендерного равенства во Франции, во многих странах мира, в том числе и в Корее, было признано, что женский пол является относительно слабым по сравнению с мужским, вследствие чего в пересмотренных Конституции Республики Корея и социальных нужд женщин от 1987 года нашло своё отражение необходимость в повышении статуса женщин в положениях конституции.
Эти внутренние и внешние социальные и экономические изменения привели к пересмотру политической идеологии в отношении женщин и созданию государственного агентства по вопросам гендерного равенства в феврале 1988 года. После президентских выборов 1997 года был создан Спецкомитет по делам женщин при Президенте Республики Корея, приверженце гендерного равенства, Ким Дэ Чжуне, в феврале 1998 года. Спецкомитет был реорганизован в январе 2001 женщин и повышен до министерства по вопросам гендерного равенства.
Данное министерство в феврале 2008 года было реорганизовано и переименовано администрацией Ли Мён Бака в Министерство по вопросам здравоохранения, социального обеспечения, делам семьи и гендерного равенства, а в 2010 году получила прежнее название.